# Jaume Xifra
Jaume Xifra (Salt, Gironès, 1934- París, 16 d'abril de 2014) va ser un artista conceptual català. Va formar part del grup conegut com els Catalans de París, junt amb Antoni Miralda, Antoni Muntadas, Joan Rabascall i Benet Rossell.

## Biografia
Jaume Xifra va néixer a Salt l'any 1934. De ben petit va quedar orfe i per això va haver de començar a treballar de molt jove a Salt; posteriorment va fer de torner a Girona fins que va ser cridat per fer el servei militar. Quan va tornar, com que va veure que el clima que es respirava a Girona era d'extrema pobresa i es va adonar que no podria tenir cap mena de futur si s'hi quedava, quan es va llicenciar en Tecnologia va decidir marxar a França. Primer va anar a Perpinyà i poc després a Marsella. En aquest període va treballar en tota mena d'oficis per poder sobreviure.
Als 26 anys va fer la volta al món unint-se a un vaixell de la marina. És possiblement en aquesta aventura on es va forjar l'artista que duia a dins. El 1961 va acabar el seu viatge i va tornar a Marsella on va començar a rebre classes a l'Acadèmia d'Art Modern d'Aix-en-Provence. L'any 1962 arriba a París on es va inscriure en diverses acadèmies d'arts plàstiques, com a l'Acadèmia Popular d'Arts Plàstiques i va començar a treballar d'assistent dels escultors Apel·les Fenosa i César Baldaccini. El 1967 coneix a Benet Rosell i des d'aquell moment van compartir estudi i allotjament a Pigalle. A més a més, aquest any va participar en la Biennal de París, que li va donar un nom en el món parisenc.
A partir d'aquest moment, es va dedicar tota la resta de la seva vida a la pràctica artística, on podem veure que va passar per diferents etapes. Finalment Jaume Xifra va morir el 16 d'abril del 2014 a l'Hospital Val-de-Grâce de París, després d'una breu malaltia.
Quan va morir Jaume Xifra, els seus germans Teresa i Joan van decidir donar el seu llegat artístic i documental a la vila que el va veure néixer i que mai va oblidar, Salt. Bona part del seu fons patrimonial el trobem doncs a l'arxiu de Salt. Està conformat per tota mena d'obres de formats i tècniques diferents. Majoritàriament són obres per reivindicar, transmetre idees i, en conseqüència, obrir també a la reflexió filosòfica.

## Obra
Xifra es va deixar influir durant tota la seva trajectòria artística per Marcel Duchamp, ell li descobreix la llibertat creativa i la formulació d'un veritable ideari artístic. Té un posicionament crític amb la realitat; és per això que al seu art incorpora les seves inquietuds artístiques, tot l'univers de Duchamp i els coneixements científics i tecnològics. Per això, podem classificar-lo com un artista conceptual, perquè en la majoria de les seves obres trenca amb la idea tradicional del concepte estètic, sense preocupar-se per complaure al públic.
El seu procés creatiu es va anar modelant al llarg de la seva trajectòria artística; no només es va centrar en un material en concret, sinó que va tractar diverses tècniques que li van permetre que els materials s'adaptessin a les idees que tenia en cada moment. Xifra provoca que l'espectador participi en el procés creatiu a partir de la interpretació de l'obra.

### Primer període
A principis dels anys 60 fa les seves primeres obres, influïdes per l'expressionisme abstracte i l'informalisme de Tàpies, plasmant sobre superfícies planes els volums en tons foscos i daurats que creen ombres i noves dimensions gràcies a esgrafiats aparentment espontanis.

### Segon període
A partir de 1966 inicia una experiència encara més personal. Abandona les eines tradicionals i utilitza hules de vinils estampats, a les quals ell hi estampava noves imatges amb plantilles artesanals amb tècniques de solarització, és a dir, esprais de color. Aquesta tècnica d'estampació mitjançant la plantilla és un precedent del que posteriorment es coneixerà com els seus pochoirs, on sobreposa imatges comunes i retalls publicitaris com a crítica de la societat de consum i, paradoxalment, comença a perfilar objectes i rostres. L'any 1967 trenca amb la pintura-pintura a partir de les seves obres irreversibles on s'acosta als reliquiaris i objectes rituals.

### Tercer període
L'any 1968, va fer una estada a Huaquén (Xile), on va descobrir l'artesania i els seus rituals, i va ser partícip de la creació d'una cooperativa per dinamitzar l'economia de la zona.
A la seva tornada a París, va començar a investigar en l'àmbit de les relacions entre l'art, el ritual i el cerimonial. Per això va trencar amb el que estava fent fins aleshores i va incorporar a la seva obra volums i objectes quotidians; és l'etapa del ritual, amb obres com Reliquiaris, Objectes numinosos i Objectes rituals.

#### Cerimonials
A París es va crear, amb altres catalans, com Antoni Miralda, Joan Rabascall, Antoni Muntadas, Dorothée Selz i Benet Rossell, el grup conegut com a Catalans a París. L'any 1969 s'inicia la seva col·laboració; no tenien cap mena de manifest, per això tots els treballs eren molt diferents entre ells, perquè el que es tractava de resoldre eren les dificultats o els plantejaments artístics més que la voluntat de definir una cosa fixa. 
Aquest grup va fer una sèrie de treballs lligats a la redescoberta del cerimonial. En aquell moment les esglésies estaven abandonant els cerimonials, per això el que intenten fer aquests artistes és tornar a fer uns rituals que siguin necessaris per a la població però laics en comptes de religiosos i inventats.
Xifra tindrà l'oportunitat d'organitzar una sèrie de celebracions en les quals posa en joc el rol de l'espectador. Considera que les festes que ells organitzaven eren com un suport plàstic i un espai popular on poder portar les seves reflexions a través d'objectes, caretes, vestuari estrafolari on el color té un gran significat, maquillatge, etc.; creen una sèrie de performances radicals que mostren l'humor, el joc, la poesia, la crítica i la paròdia de Xifra.
Els cerimonials més importants que van dur a terme conjuntament entre entre el 1969 i 1978 són:
- Noir mauve et barbe à Papa, American Center, Paris, 1969
- Mémorial, Verderonne, 1969
- Rituel blanc, a St. Moritz, 1969
- Fête du fil, Rennes, 1970
- Fête en blanc, Verderonne, 1970
- Le Grand Départ, Verderonne, 1971
- Cérémonie-rituel en quatre couleurs, Kürten, 1971
- Le Fête des ballons, Châtillon-sous-Bagneux, 1971-1972-1973
- Célébration de l'été, Verderonne, 1971
- Rituel en 4 couleurs, Parc Floral de Vincennes, Biennale de Paris 1971
- Rituel multicouleurs, Eivissa, 1972
- La Dernière Poutre, París, 1975

En solitari Xifra es mostra menys festiu i molt més radical. Les cerimònies que va dur a terme van ser: 
- Rituel, Les Halles, 1972
- Objets et rituels, à l'Architecture Contemporaine Esthétique-Industrie de París, 1972
- États allotropiques, a la Galeria del Centre Cultural Municipal de Villeparisis, 1975
- Implication, l'École des Beaux-Arts, a Metz, 1976
- Hollocauste pour un ballon, a la Casa de la Cultura de Chalon-sur-Saône, 1978

### Quart període
Sense deixar l'obra personal, el 1974 va ser nomenat professor de l'Escola Nacional de Belles Arts de Dijon, fins que el 1986 es va traslladar a l'Escola Superior de Paris-Cergy Pontoise.
A partir dels anys 80, Xifra fa una relectura dels retrats i la representació de l'atzar en forma de processos aleatoris mitjançant programes específicament elaborats d'ordinador, va crear el Computer Painting que serveix per poder interactuar amb l'usuari i que aquest sigui partícip de la creació de l'obra. D'aquesta experiència sorgeix l'exposició Retrats que va passar per la galeria Alfonso Alcolea i pel Col·legi d'Aparelladors i Arquitectes Tècnics, de Barcelona, i pel Museu de l'Aigua, de Salt (1992).
És una etapa molt colorista, alegre i vital. En aquest moment incorporarà una impressora semiindustrial per a la creació de grans teles que culminarà en la presentació del projecte Scanning al Centre d'Arts Santa Mònica de Barcelona l'any 2002, que consistia en, a partir de tres grups de signes referents als sentits, la natura i l'objecte, crear una sèrie de retrats.
El 2013, un any abans de la seva mort, va tornar a Girona per presentar l'exposició Criptus (Retrat de la Catedral de Girona) a les Sales municipals de Girona.
Finalment, una tria molt significativa de la seva obra es va poder veure a l'exposició Home-Natura-Realitat a “Les Bernardes” de Salt del 14 de setembre al 7 de desembre de 2018. Aquesta retrospectiva de l'artista de més de dues-centes obres, ha permés que la seva obra es quedi a Salt, a la població que el va veure néixer. Això ha estat possible gràcies a les donacions dels seus hereus i famila, a l'Ajuntament de Salt i a la comissària de l'exposició, Pilar Parcerisas, que considera a Xifra “com un dels artistes més singulars que ha donat Catalunya en maridatge amb la cultura francesa en la cruïlla dels anys 60 i 70 del s.XX”.